# Amficiònids
Els amficiònids (Amphicyonidae) són una família de carnívors extints amb característiques exteriors tant dels cànids com dels ossos. Les espècies d'aquesta família visqueren durant l'Eocè, l'Oligocè i el Miocè a Àsia, Àfrica, Europa i Nord-amèrica. El gènere que dona nom a la família és Amphicyon.
Els amficiònids aparegueren a l'Eocè superior, succeint els creodonts i ells mateixos foren succeïts pels cànids autèntics a finals del Miocè. Els amficiònids tenien característiques tant dels ossos com dels cànids. Algunes característiques dels ossos eren el seu cos i el fet que eren plantígrads. En canvi, la forma del cap i la dentadura eren més semblants a les dels cànids. Es creu que els amficiònids eren omnívors i algunes espècies assolien una mida de més de quatre metres.